# 疣序南星
疣序南星（学名：Arisaema handelii）为天南星科天南星属的植物，是中国的特有植物。分布于中国大陆的云南省等地，生长于海拔2,800米至3,500米的地区，常生于山坡杂木林中和草地，目前尚未由人工引种栽培。